# Myriam Motteau
Myriam Motteau (ur. 15 czerwca 1978 w Dijon) – francuska wspinaczka sportowa. Specjalizowała się w boulderingu oraz w prowadzeniu. Mistrzyni świata we wspinaczce sportowej w konkurencji boulderingu z 2001 roku. Pierwsza mistrzyni świata w nowej konkurencji w boulderingu.

## Kariera
W 2001 na mistrzostwach świata we wspinaczce sportowej w Winterthur, na których zostały po raz pierwszy rozegrane zawody w konkurencji boulderingu wywalczyła złoty medal, a na kolejnych mistrzostwach w 2003 zajęła dziewiąte miejsce.

## Osiągnięcia

### Mistrzostwa świata
| Konkurencje | 2001 | 2003 |
| Bouldering  | 1    | 9    |

### Mistrzostwa Europy
| Konkurencje | 2002' |
| Bouldering  | 4     |

### Rock Master
| Konkurencje | 2001 |
| Prowadzenie | 5-8  |